# Cerocala subrufa
Cerocala subrufa là một loài bướm đêm trong họ Erebidae.